# Автошлях Т 1901
Автошля́х Т 1901 — автомобільний шлях територіального значення у Сумській області. Пролягає територією Сумського та Краснопільського районів через Суми — Миропілля — Осоївку — Глибне. Загальна довжина — 58,5 км.

## Маршрут
Автошлях проходить через такі населені пункти:
| Автошлях Т 1901       |        |
| Сумська область       |        |
| Сумський район        |        |
| Суми                  | Н12Р45 |
| Липняк                |        |
| Велика Чернеччина     |        |
| Вільшанка             |        |
| Краснопільський район |        |
| Барилівка             |        |
| Грунівка              |        |
| Велика Рибиця         |        |
| Запсілля              |        |
| Миропілля             |        |
| Мала Рибиця           |        |
| Осоївка               |        |
| Глибне                | Р45    |